# Islas Senyavin
Las islas Senyavin o islas Seniavinas es un archipiélago que pertenece a los Estados Federados de Micronesia. Se compone de la isla volcánica grande de Pohnpei (alrededor de 334 km²) y dos pequeños atolones: Ant y Pakin. Fueron descubiertas por el navegante ruso Fiódor Litke en 1828 y llamadas después en honor del almirante ruso Dimitri Siniavin.